# Edifício Itália
Edifício Itália je druhý nejvyšší mrakodrap v São Paulo. Je 168 metrů vysoký a má 46 pater. Stavební práce podle projektu Franz Heep začaly v roce 1960 a budova byla dokončena v roce 1965.